# Iris hermona
Iris hermona är en irisväxtart som beskrevs av John Edward Dinsmore. Iris hermona ingår i släktet irisar, och familjen irisväxter. Inga underarter finns listade i Catalogue of Life.

## Bildgalleri

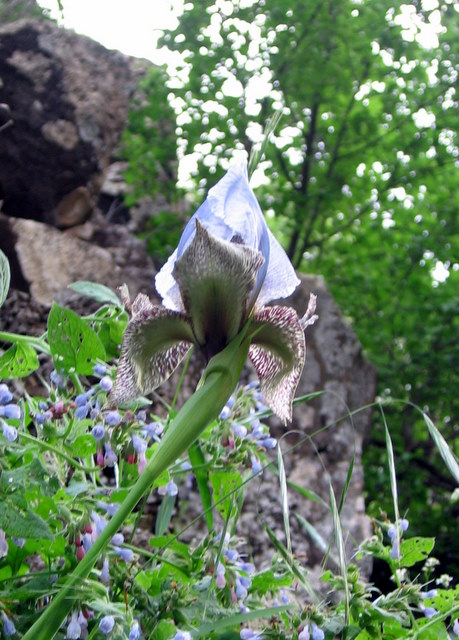
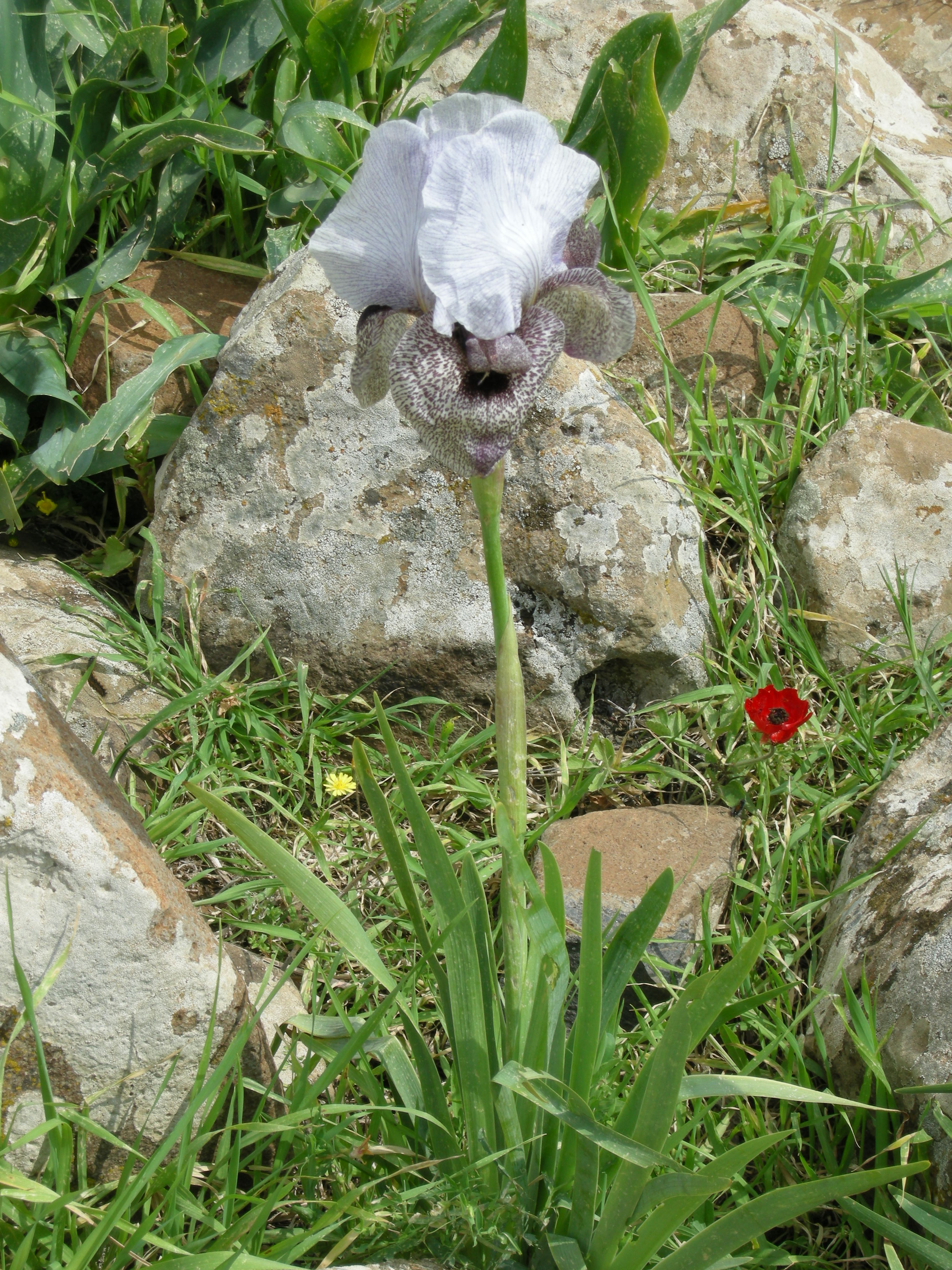
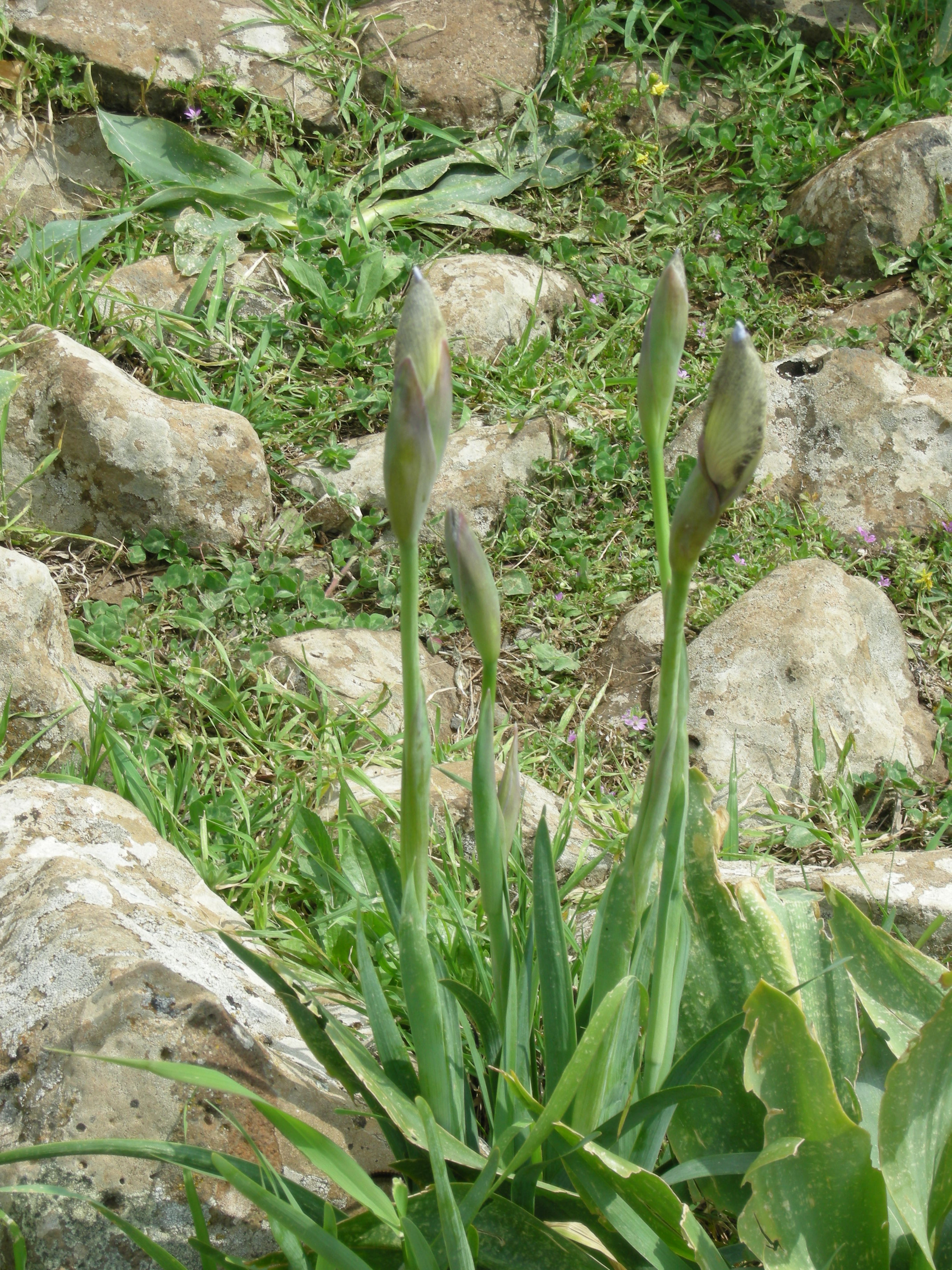
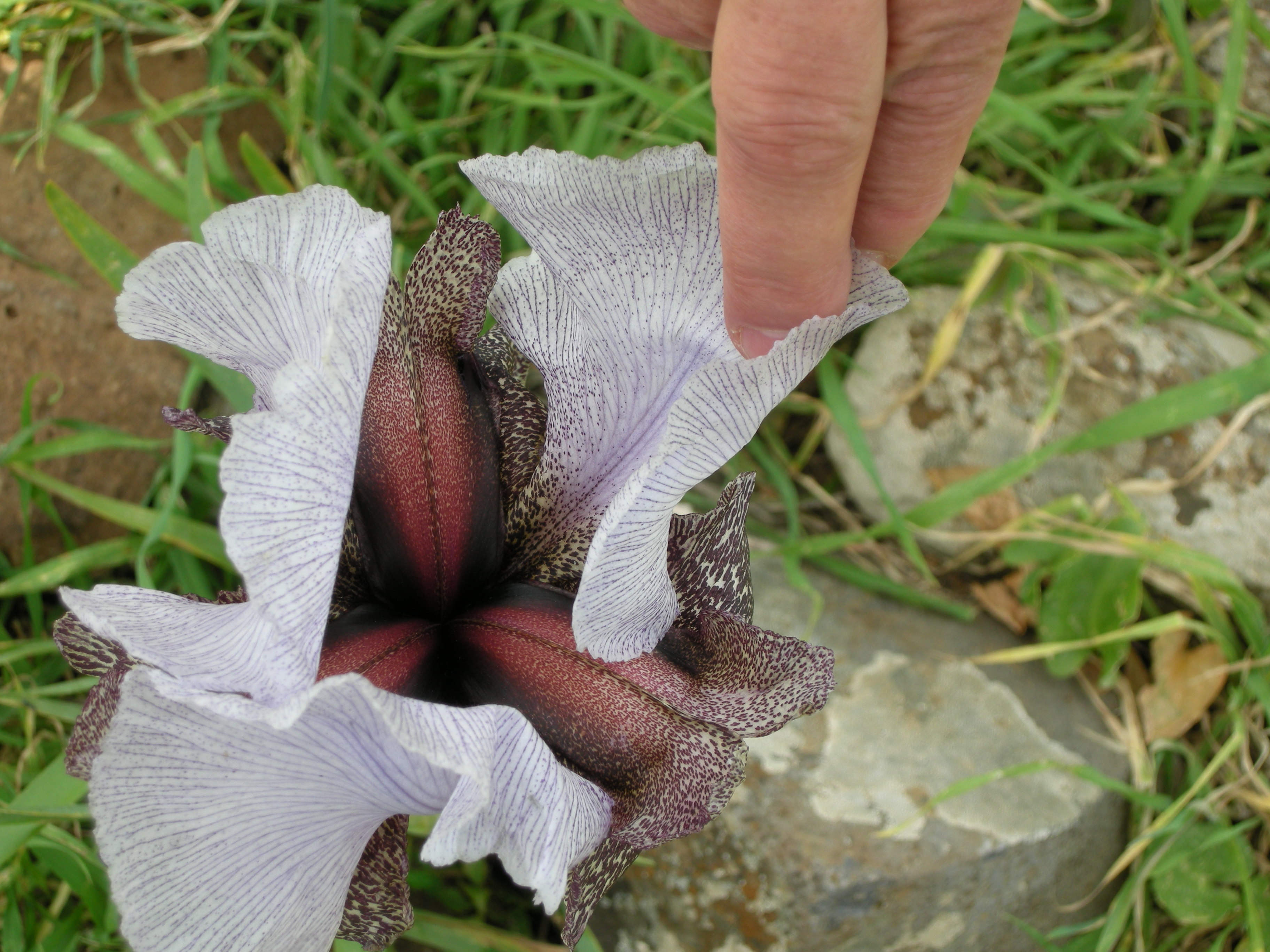
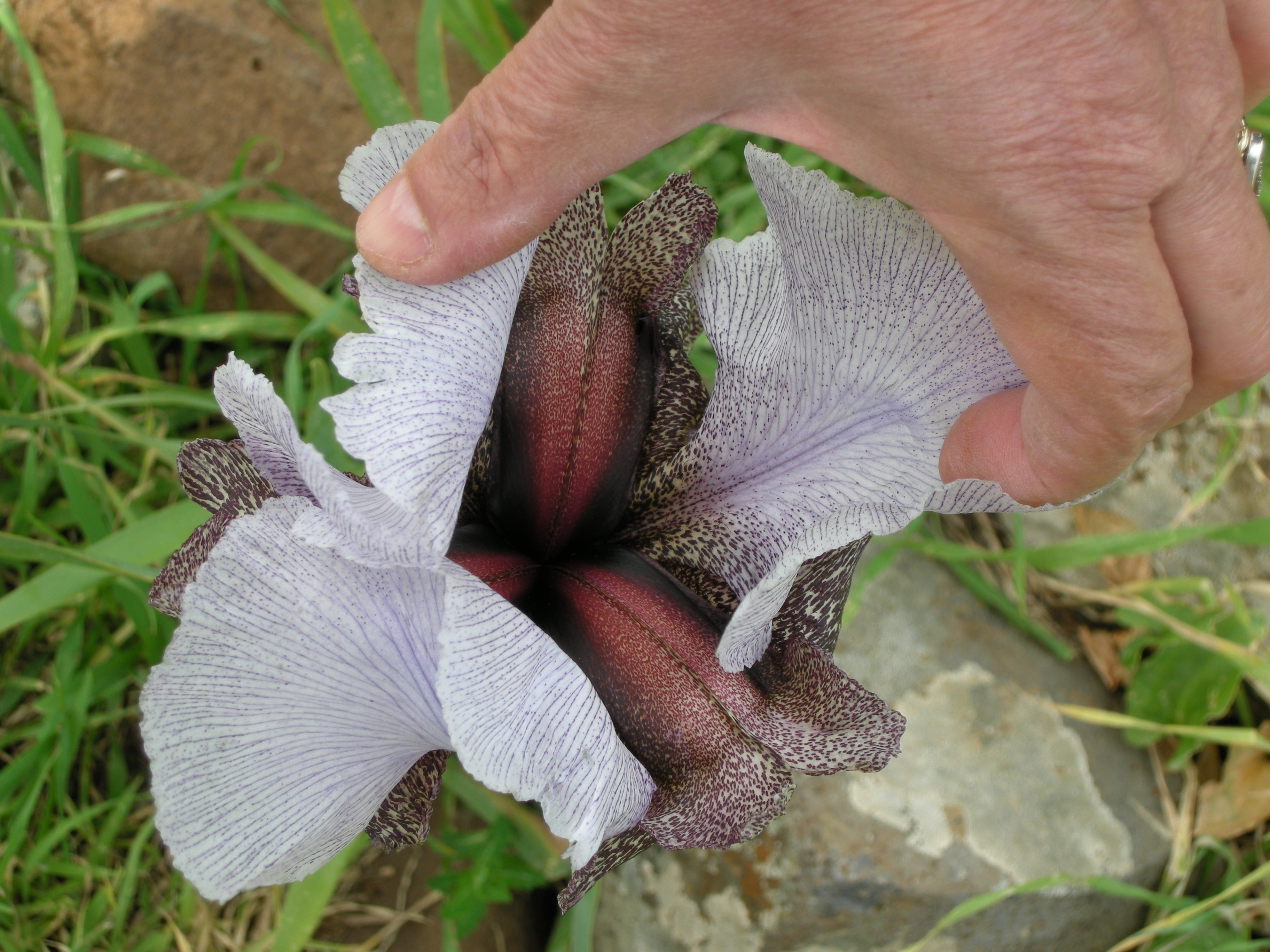
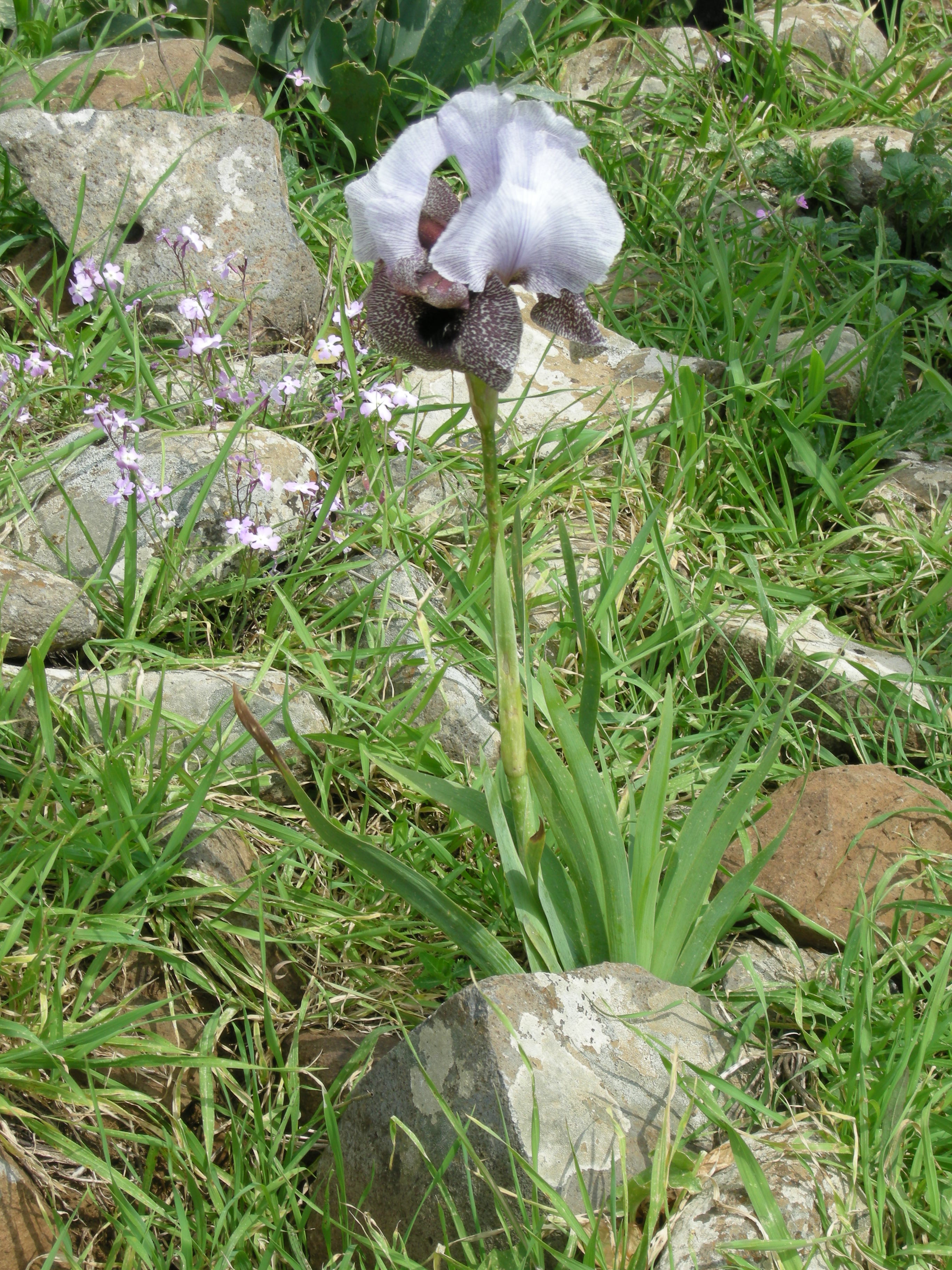